# Gårdstjärnen (Ytterhogdals socken, Hälsingland)
Gårdstjärnen är en sjö i Härjedalens kommun i Hälsingland och ingår i Ljungans huvudavrinningsområde. Sjön har en area på 0,279 kvadratkilometer och ligger 271,4 meter över havet.